# Doctrine (PHP)
Il progetto Doctrine (o semplicemente Doctrine) è un insieme di librerie PHP principalmente focalizzata sul fornire servizi di persistenza e funzionalità correlate. Il suo progetto principale è un ORM e un livello di astrazione del database su cui è costruito.
Una delle caratteristiche fondamentali di Doctrine è la possibilità di scrivere query al database in Doctrine Query Language (DQL), un dialetto orientato agli oggetti di SQL.

## Storia
Doctrine è stato avviato da Konsta Vesterinen, noto anche come zYne-. Il primo commit del progetto è stato fatto il 13 aprile 2006 e quando il progetto è diventato più maturo, è stato adottato via via da altri progetti. In poco tempo, la comunità era attiva e lo sviluppo riceveva contributi regolari, tra gli altri, dal progetto Google Summer of Code.
Doctrine 1.0.0 è stato rilasciato il 1º settembre 2008.
La prima versione stabile di Doctrine 2.0 è stata pubblicata il 22 dicembre 2010, dopo 2,5 anni di sviluppo dedicato, partito all'inizio del 2008.

## Caratteristiche
Una caratteristica di Doctrine è il basso livello di configurazione necessario per avviare un progetto. Doctrine può generare classi di oggetti da un database esistente e il programmatore può quindi specificare le relazioni e aggiungere funzionalità personalizzate alle classi generate. Non vi è alcuna necessità di generare o mantenere complessi schemi XML di database, come visto in molti altri framework.
Un'altra caratteristica fondamentale di Doctrine è la capacità di scrivere, in modo facoltativo, query di database in un SQL dialetto, orientato agli oggetti, chiamato DQL (Doctrine Query Language), ispirato al linguaggi HQL di Hibernate. In alternativa, la classe QueryBuilder (corrispondente a Doctrine_Query in Doctrine 1.x) permette di creare query attraverso un'interfaccia fluida. Queste interfacce forniscono agli sviluppatori potenti alternative a SQL, mantengono flessibilità e permettono di cambiare facilmente il database usato, senza richiedere alcuna duplicazione del codice.
Tuttavia non è sempre necessario scrivere esplicitamente le query, poiché Doctrine esegue join e fetch di oggetti correlati in modo automatico. Si possono facilmente scrivere piccoli progetti senza scrivere alcuna query.
Altre caratteristiche:
- supporto per hook (metodi che possono convalidare o modificare input e output del database) e ascoltatori di eventi, per strutturare la logica di business;
- aggregazione delle colonne per ereditarietà (oggetti simili possono essere memorizzati in una tabella del database, con un tipo di colonna che specifica il sottotipo di particolare oggetto, la sottoclasse corretta viene sempre restituita quando si esegue una query);
- un framework di caching, che usa diversi backend, come memcached, SQLite o APC;
- transazioni ACIDe;
- migrazioni;
- una funzione di "compilazione" per combinare più file PHP in uno solo, per evitare cali di prestazioni solitamente riscontrati quando si includono molti file PHP.

## Esempi
Le entità in Doctrine sono semplici oggetti PHP che contengono proprietà da persistere. Una proprietà è una variabile dell'entità, che viene salvata in e recuperata da un database, tramite le funzionalità di mappatura dei dati di Doctrine, usando un Entity Manager (un'implementazione del pattern "data mapper"):
```
 
$utente
 
=
 
new
 
Utente
();

 
$utente
->
nome
 
=
 
"Mario"
;

 
$utente
->
password
 
=
 
"rossi"
;

 
$entityManager
->
persist
(
$utente
);

 
$entityManager
->
flush
();

 
echo
 
"L'utente con id 
$utente->id
 è stato salvato."
;

```

La vecchia versione di Doctrine (la 1.x) seguiva il pattern "active record" per lavorare con i dati, per cui una classe corrisponde a una tabella di database. Per esempio, per creare un nuovo oggetto "Utente" in un database, si potrebbe utilizzare il seguente codice PHP:
```
 
$utente
 
=
 
new
 
Utente
();

 
$utente
->
nome
 
=
 
"Mario"
;

 
$utente
->
password
 
=
 
"rossi"
;

 
$utente
->
save
();

 
echo
 
"L'utente con id 
$utente->id
 è stato salvato."
;

```

## Influenze
Doctrine è stato influenzato da decine di progetti e molte persone diverse. Le maggiori influenze sono stati l'ORM Hibernate di Java e ActiveRecord di Ruby on Rails. Entrambe queste soluzioni ORM hanno implementato una soluzione completa in Java e Ruby rispettivamente. Lo scopo del progetto Doctrine è quello di costruire una soluzione altrettanto potente per PHP per i siti web ad alto carico, che devono sopportare un flusso costante di visitatori. Doctrine può essere utilizzato per migliorare le prestazioni di tali siti web.